# Into the Blue (Broken Bells)
Into the Blue è il terzo album in studio del gruppo musicale statunitense Broken Bells, pubblicato il 7 ottobre 2022.

## Tracce
1. Into the Blue – 5:33
2. We're Not in Orbit Yet... – 5:10
3. Invisible Exit – 2:33
4. Love on the Run – 7:03
5. One Night – 3:49
6. Saturdays – 3:07
7. Forgotten Boy – 3:44
8. The Chase – 5:29
9. Fade Away – 4:46